# Castello di Calenzano
Il castello di Calenzano è un'antica struttura fortificata nonché nucleo originario dell'insediamento di Calenzano, posto sulla via che, da Firenze, porta ad uno dei passi appenninici per l'Emilia-Romagna.

## Storia

### Le origini
Il borgo conserva ancora oggi l'aspetto caratteristico del villaggio fortificato, con schema a pianta ovale, tipico dei centri di collina. Posto su una collinetta isolata, situata nel punto dove la valle del torrente Marina si apre verso la piana fiorentina, è visibile dai quattro punti cardinali e sorvegliava in passato le vie di comunicazione che portavano in Mugello. Il primo incastellamento della collina di Calenzano si deve molto probabilmente alla potente famiglia comitale dei Guidi. Il nucleo originario del castello assunse nel XII secolo una notevole importanza strategica, situato com'era al confine tra due diocesi, quella di Firenze e Pistoia (Prato lo diventerà solo nel 1653) e i domini feudali dei già citati Guidi, dei conti Alberti, che controllavano la Val di Bisenzio, e degli Ubaldini, signori ghibellini del Mugello. Risalgono al XIII secolo le prime menzioni di Calenzano inteso come “castello”. Ne troviamo traccia nel Libro di Montaperti del 1260 e nel Libro degli Estimi del 1269. In questa seconda fonte in particolare si descrivono i danni subiti dai guelfi di Firenze dopo la sconfitta nella battaglia di Montaperti ad opera dei ghibellini, i quali provocarono ingenti distruzioni anche al castello di Calenzano.
Dai Guidi il castello passò sotto la giurisdizione del vescovo di Firenze e infine agli inizi del '300 divenne possesso della Repubblica di Firenze. È interessante notare che altri tre castelli erano dislocati lungo la Val di Marina: quello di Combiate, presso il Passo delle Croci, di cui non resta traccia, difendeva l'accesso alla piana da nord; quello di Legri, già possesso dei conti Guidi poi dei Figiovanni e dei Cattani-Cavalcanti, restaurato in anni recenti in stile neogotico è oggi residenza privata; e il castello di Travalle, anch'esso antico feudo dei Guidi. La proprietà di quest'ultimo, divisa tra i Tosinghi e i Lamberti, fu acquistata dal Comune di Firenze nel 1225. Passato quindi all'antica famiglia dei Corbinelli, a loro rimase per tutto il '600. Da allora il “castellaccio” di Travalle, come viene chiamato, costituisce uno dei poderi della grande villa fattoria prima degli Strozzi Alamanni, poi dei Ganucci Cancellieri. Ai castelli si affiancavano nel controllo del territorio numerose torri d'avvistamento, come la torre di Collina e la “Torraccia” o la torre di Baroncoli.

### Il '300: tre assedi in meno di quaranta anni
Il fatto storico più rilevante che riguarda il castello avvenne la notte tra il 4 e il 5 ottobre 1325, quando le milizie ghibelline del condottiero lucchese Castruccio Castracani, reduci dalla vittoriosa battaglia di Altopascio, attaccarono e incendiarono le fortificazioni senza incontrare resistenza durante la loro avanzata su Firenze. In quel secolo di guerre continue che fu il '300, Calenzano subì nuovamente gravi devastazioni. Nel 1351 fu assediato e danneggiato dalle truppe dei Visconti di Milano guidate da Giovanni di Oleggio. A quel punto la Repubblica fiorentina, consapevole di non poter rinunciare a una roccaforte che era la vera porta d'accesso alla piana fiorentina da ovest, decise di prendere provvedimenti. Le strutture difensive furono consolidate e ampliate, facendo assumere alla cerchia muraria la conformazione che conserverà per i secoli a venire. Questi dispendiosi lavori si dimostrarono efficaci quando nel 1363 i pisani, fiancheggiati dai mercenari inglesi di Giovanni Acuto, imperversarono per il contado di Firenze, depredando e saccheggiando. Le mura del castello resistettero e fornirono riparo anche agli abitanti della vicina Sesto. In quello stesso anno il Comune di Firenze deliberò un ulteriore rafforzamento delle opere di difesa e decretò il divieto assoluto per gli abitanti, pena una multa di 1000 libbre di fiorini piccoli, di costruire o abitare case o capanne addossate alle mura del castello o in un perimetro di 200 braccia intorno ad esse.

### Dal massimo sviluppo alla decadenza

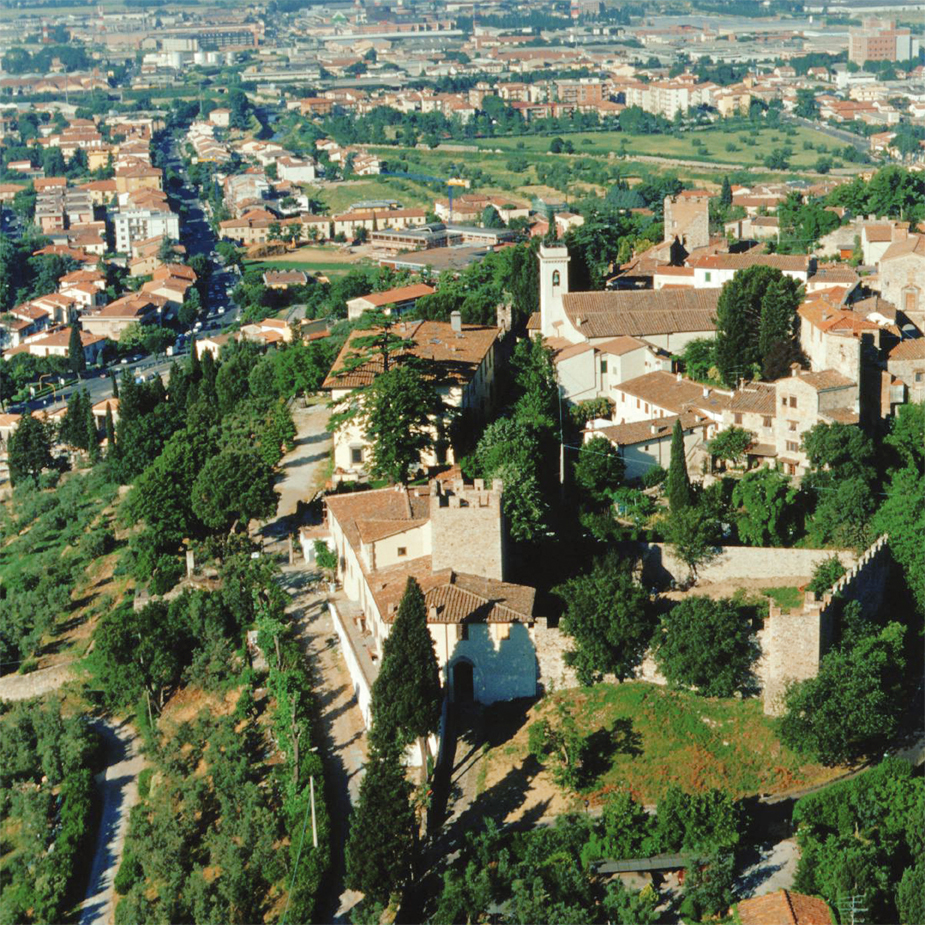
Il castello visto dall'alto

Tra gli ultimi decenni del '300 e i primi del'400 il castello di Calenzano raggiunse l'apice del suo splendore, sia a livello economico che militare. Ma come spesso accade, dopo il massimo momento di gloria arriva, seppur lentamente, il declino. Dopo che la Repubblica fiorentina ebbe esteso e consolidato i suoi domini in Toscana il castello di Calenzano perse l'importanza strategica che aveva acquisito nei secoli precedenti e da avamposto militare si trasformò progressivamente in centro abitativo a carattere agricolo. Già nel 1452 la magistratura dei Dieci di Balia dovette prendere provvedimenti per far riparare nuovamente le strutture difensive. "Rimaste così ferme per i secoli a venire, nella loro configurazione tipicamente medievale, le mura di Calenzano ebbero da respingere solo gli assalti del tempo, che portava la rovina delle pietre, e quelli abbastanza modesti per la verità, degli uomini che costruivano sopra le mura".
Nel 1512 Calenzano non fu toccato per sua fortuna dalle truppe papaline e dai mercenari spagnoli autori del famoso Sacco di Prato, che misero a ferro e fuoco anche Campi Bisenzio. In quel tragico frangente che fu l'assedio di Firenze del 1529-1530 sappiamo che il castello venne usato come piazzaforte militare nel contado senza tuttavia subire danni: "si tenne per fortezza et ne fu commissario Agnolo Anselmi, cittadino fiorentino". Se, come abbiamo visto, l'importanza militare del borgo fortificato era già diminuita nel secolo precedente, il castello di Calenzano dopo la proclamazione del Granducato sotto Cosimo I, perse definitivamente ogni rilevanza strategica. Le torri vennero affittate a privati che ne fecero abitazioni, mentre i terreni furono usati a scopi agricoli.

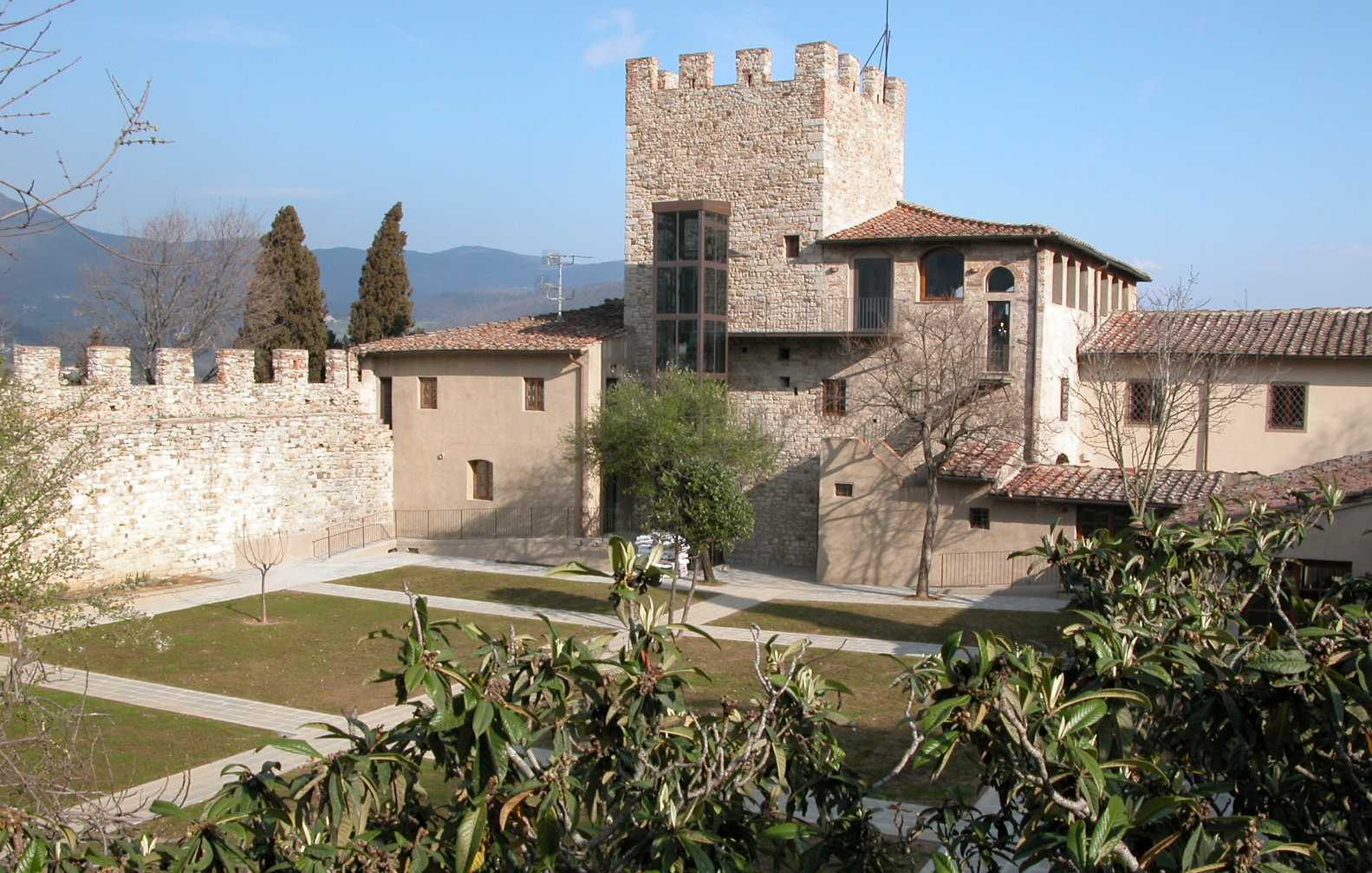
Il giardino e l'altana del castello

### Una nuova vita
L'Amministrazione Comunale di Calenzano ha recentemente acquisito e ristrutturato una parte dell'edificio usato fino a pochi anni fa come fattoria e costruito intorno alla porta di accesso da nord, detta "porta al Serraglio". Si è provveduto a recuperare anche un giardino interno racchiuso nel circuito murario di un bastione trecentesco. Oggigiorno il borgo medievale è frequentato dalla popolazione in occasione di feste paesane, rievocazioni, per il tradizionale Carnevale Medievale e per il festival delle arti di strada "Maraviglia". In corrispondenza della torre posta al di sopra della porta al Serraglio (sulla quale si può salire e godere di un panorama) è stata recuperata la cosiddetta "altana", un suggestivo locale usato per convegni e cerimonie. In questi locali ha sede il Museo Comunale del Figurino Storico. Si tratta di un museo molto particolare, dove attraverso soldatini, diorami e modellini si promuove la conoscenza della storia europea e del territorio.